# Sparco

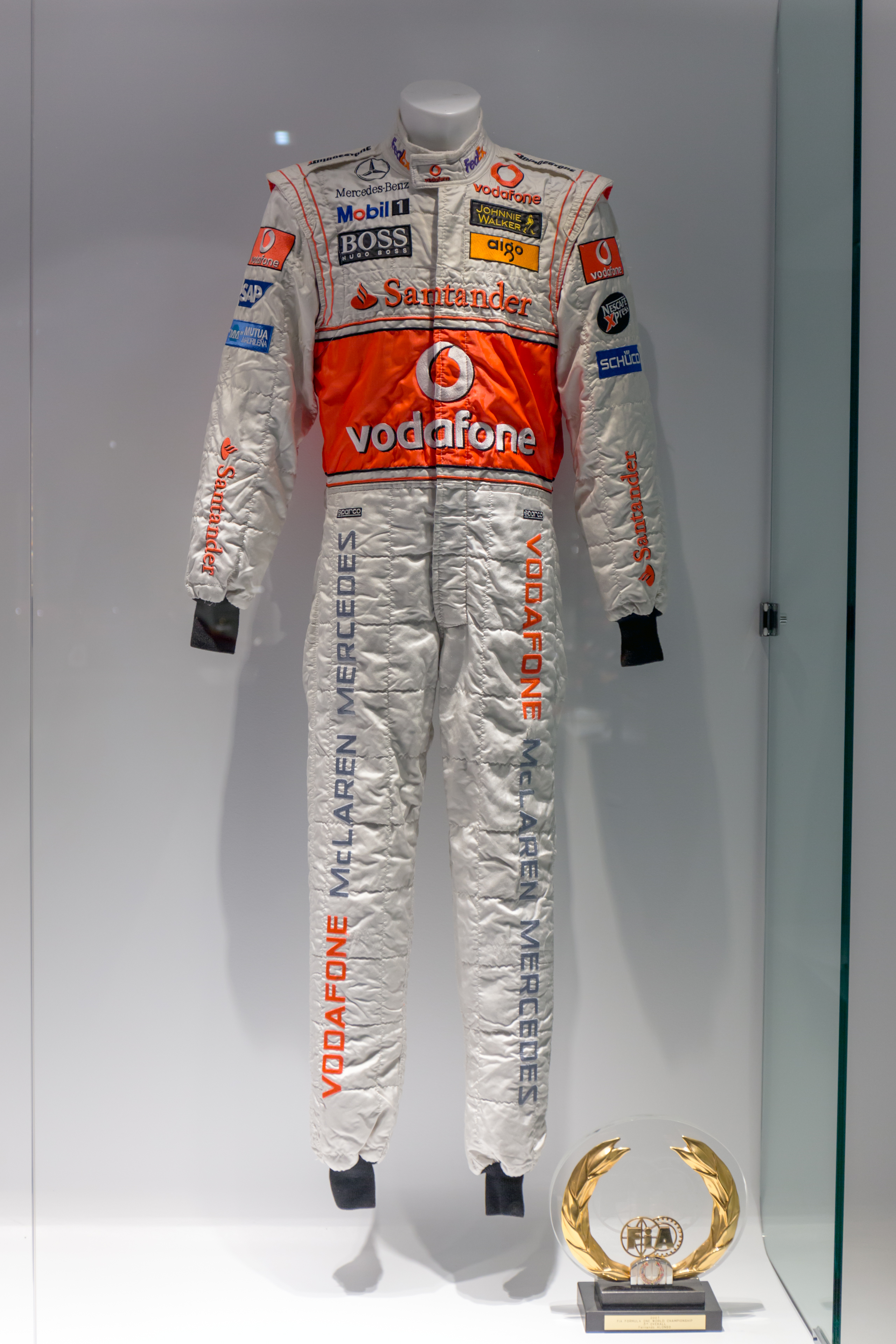
La combinaison Sparco que Fernando Alonso portait chez McLaren en 2007.

Sparco S.p.A. est une entreprise italienne de pièces et d'accessoires automobiles dont le siège est à Volpiano près de Turin et qui est spécialisée dans la production d'articles tels que des sièges, des volants, des harnais, des vêtements de course et des casques. Les jantes en alliage de marque Sparco sont produites sous licence par OZ Group. Sparco sponsorise également de nombreux types de courses automobiles, notamment des rallyes et des courses de monoplaces.

## Histoire

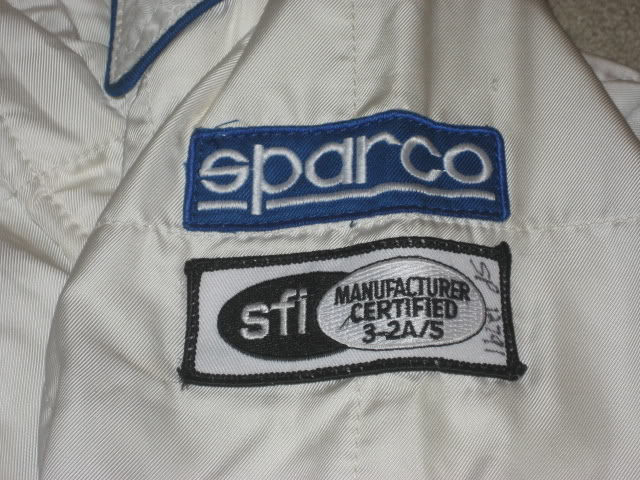
Écussons avec le logo Sparco et la certification d'homologation de la Fondation SFI, cousus sur une combinaison ignifugée de la marque.

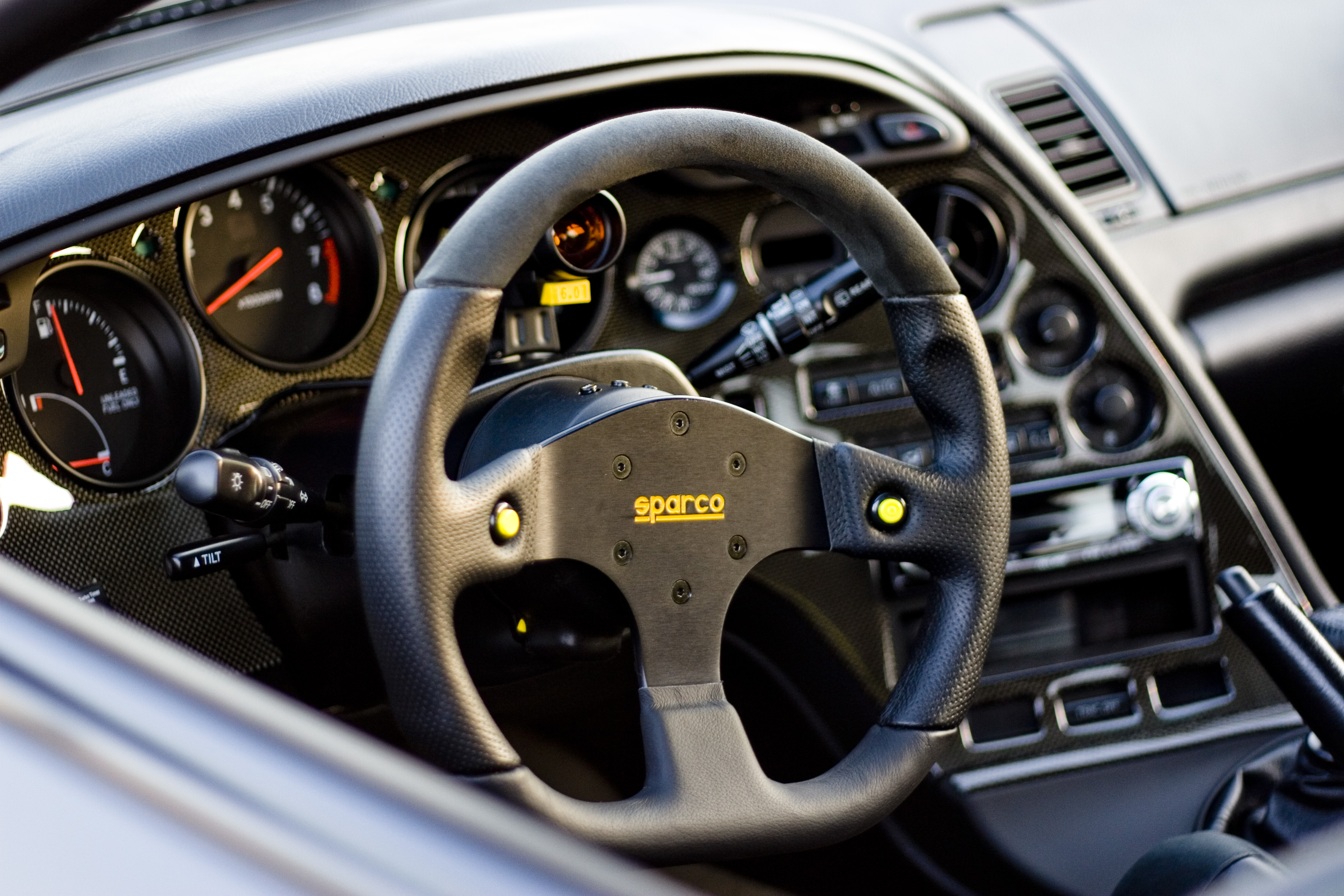
Un volant Sparco.

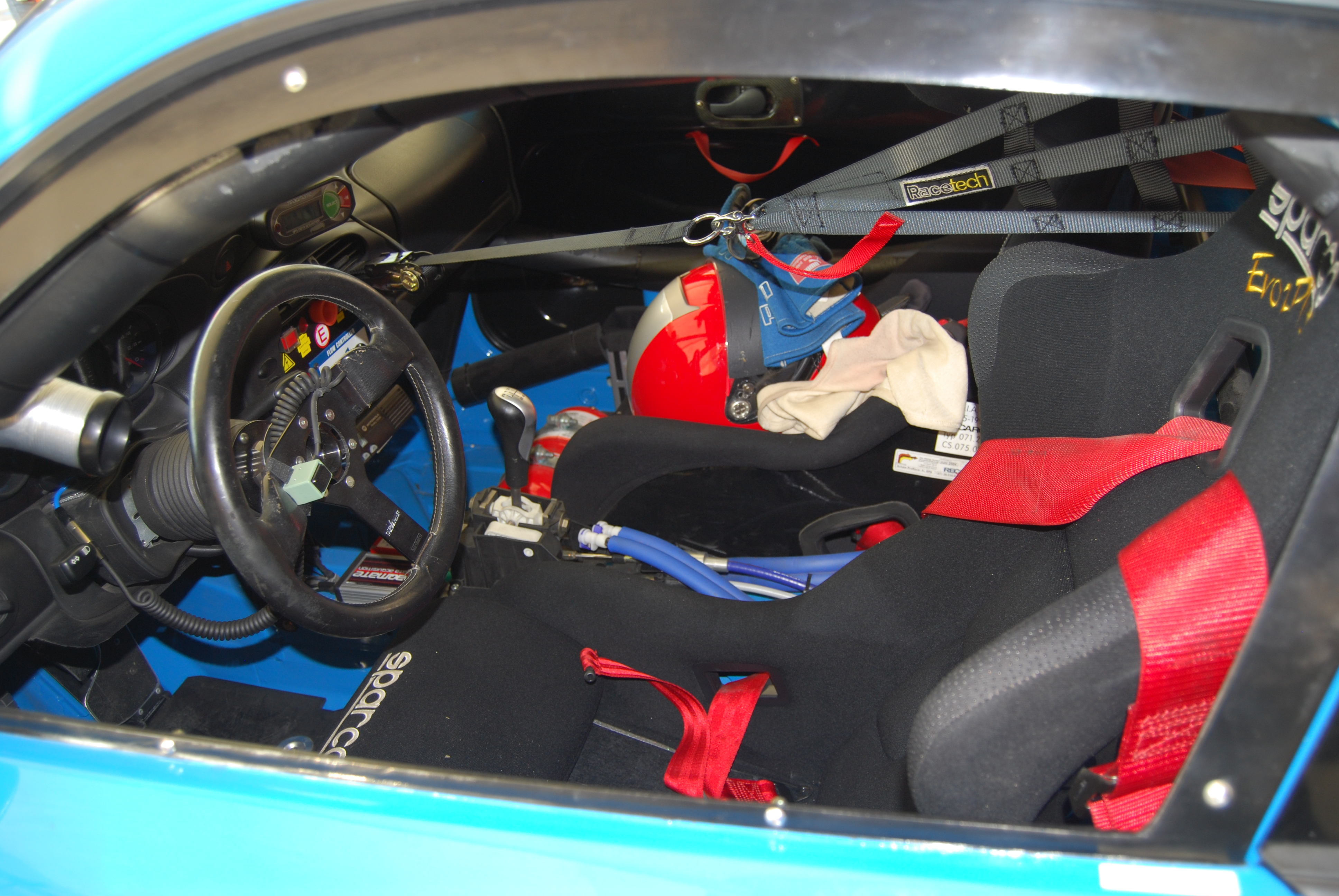
Le cockpit d'une Porsche 996 GT3 équipé de sièges baquets Sparco.

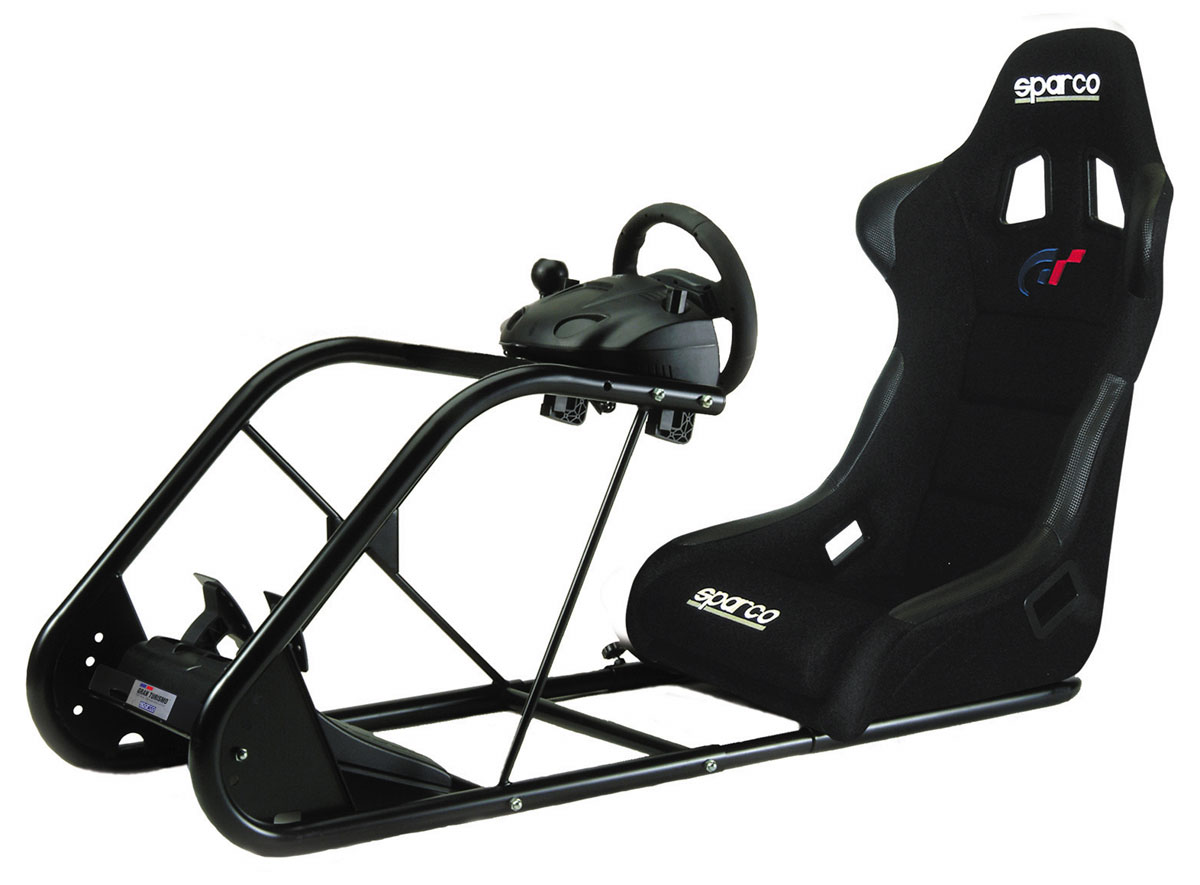
Sparco Racing Cockpit Pro Fighter (LPSK-02002) pour Gran Turismo Sport.

La société Sparco est fondée par deux jeunes pilotes, Enrico Glorioso et Antonio Parisi à Turin en 1977. C'est l'un des principaux fabricants d'équipements de sécurité pour le sport automobile.
En 1977, la FIA décide d'améliorer ses normes de sécurité afin de diminuer les blessures lors des courses. Le premier produit qui fait la renommée de Sparco, est une combinaison de course ignifugée, capable de résister pendant onze secondes au feu, un record pour l'époque. Cette résistance était plus que suffisante pour répondre aux nouvelles normes FIA 8856-2000. De plus, c'était la seule alternative efficace aux combinaisons de course en coton qui n'étaient pas ignifugées et qui ne répondaient plus aux nouvelles exigences. Depuis, Sparco a amélioré sa technologie de sorte que la résistance au feu de ses combinaisons a augmenté chaque année.
En 2013, Sparco arrive sur le marché de la mode en créant la marque Sparco Fashion avec une collection de chaussures de sport.

## Partenariats

### Formule 1
- Red Bull Racing

### Formule 2
- DAMS
- Prema Racing (Robert Shwartzman)
- Trident (Marino Sato)

### IndyCar
- A. J. Foyt Enterprises
- Arrow McLaren SP
- Carlin
- Chip Ganassi Racing
- Harding Steinbrenner Racing
- Juncos Racing
- Rahal Letterman Lanigan Racing

### NASCAR
- Chip Ganassi Racing (sauf pour Kurt Busch qui est resté ambassadeur d'Alpinestars)
- Richard Childress Racing
- Richard Petty Motorsports
- Stewart Haas Racing (seulement Clint Bowyer et Chase Briscoe)

### Endurance automobile
- Aston Martin Racing
- Peugeot TotalEnergies

### WRC
- M-Sport Ford World Rally Team

### Anciens partenariats

#### Formule 1
- Alfa Romeo Racing
- Arrows
- Benetton Formula
- Ferrari
- Forti Corse
- Jordan Grand Prix
- Master Card Lola
- McLaren Racing
- Midland F1 Racing
- Scuderia Minardi
- Prost Grand Prix
- Super Aguri Formula 1 Team
- Spyker F1
- Lotus Racing/Caterham F1 Team
- Toyota F1 Team
- Virgin Racing
- Williams

#### WRC
- Subaru WRC de 1990 à 2012